# Sergueï Dorenski
Sergueï Leonidovitch Dorenski (en russe : Сергей Леонидович Доренский), né le 3 décembre 1931 à Moscou (URSS) et mort le 26 février 2020, est un pianiste et pédagogue soviétique puis russe.

## Biographie
Élève du conservatoire Tchaïkovski de Moscou, Sergueï Dorenski a pour professeur Grigory Ginzburg. En 1955, il reçoit la médaille d'or du 5e Festival mondial de la jeunesse et des étudiants à Varsovie en Pologne et, en 1957, le second prix du Concours de Rio de Janeiro, récompenses qui lui ouvrent une carrière de concertiste en Europe de l'Ouest et en Amérique. En 1978, il est nommé professeur au conservatoire de Moscou, poste qu'il occupera jusqu'en 1997. En 1989, il reçoit le titre d'Artiste du peuple de l'URSS et, huit ans plus tard, il est décoré de l'ordre de l'Amitié. Il est également récipiendaire de l'ordre du Mérite pour la Patrie, 4e classe (2007) et 3e classe (2011).

## Élève
- Brian Schembri
- Alexander Malofeev